# Hiranuma Kiichirō
 (mai 2019).
Hiranuma Kiichirō est un nom japonais traditionnel ; le nom de famille (ou le nom d'école), Hiranuma, précède donc le prénom (ou le nom d'artiste).
Hiranuma Kiichirō (平沼 騏一郎, Hiranuma Kiichirō, 28 septembre 1867 dans la préfecture d'Okayama – 22 août 1952) est un homme d'État japonais et le trente-cinquième Premier ministre du Japon du 5 janvier 1939 au 30 août 1939.

## Biographie

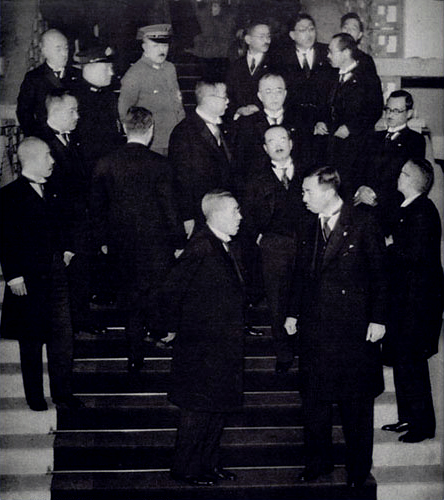
Le cabinet Hiranuma avec notamment Fumimaro Konoe (en bas à droite), Kōichi Kido (deuxième rangée, de face), Seishirō Itagaki (dernière rangée en uniforme clair) et Mitsumasa Yonai (à sa gauche)

Hiranuma a pour idée politique un Japon organisé en dictature, gouverné par les grands industriels du pays, les aristocrates et les détenteurs du pouvoir militaire. Il soutient la politique belliciste du Japon envers la Chine, mais ne souhaite pas la guerre contre les États-Unis. L'empire du Japon est néanmoins entraîné dans la guerre contre l'Occident à la suite de la signature du pacte tripartite avec l'Allemagne et à son refus de retirer ses troupes de Chine et d'Indochine française qui mène à l'attaque de Pearl Harbor.
Hiranuma cherche aussi à promouvoir, notamment par le Shinto d'État, les rites shintoïstes qui devaient selon lui rythmer la vie du pays. Avec le prince Kotohito Kan'in, il met en place le Conseil de recherche des rites Shintoistes.
Condamné par le Tribunal de Tokyo à la prison à vie, il est libéré sous condition en 1952.